# Regionalmanagement
Unter Regionalmanagement versteht man einerseits die Steuerung von auf regionalen Planungen basierenden Entwicklungsprozessen, andererseits mit dieser Aufgabe betraute juristische Personen oder Personengruppen. Das entsprechende Berufsbild heißt Regionalmanager.

## Inhalte
Das Regionalmanagement hat den Anspruch eine Dienstleistungsfunktion als Ideengeber, Berater, Moderator und Promotor zu übernehmen. Es ist querschnitts- und in Verbindung mit dem Projektmanagement auch umsetzungsorientiert.
Unterschiedliche Interessen, vertreten durch z. B. Umwelt- und Wirtschaftsverbände sowie auch die Bürger selbst, sollen in den Planungs- und Entscheidungsprozess einbezogen werden. Ein regionales Entwicklungskonzept, das meist der wichtigste Bestandteil eines Regionalmanagements als Maßnahmenpaket ist, wird anhand konkreter Projekte umgesetzt und ist Grundlage der weiteren Entwicklungen in der Region. Hierbei wird vorwiegend mit Fördermitteln von Bund, Ländern und der EU gearbeitet. Innerhalb eines regionalen Entwicklungsprozesses sollen die Rahmenbedingungen der Region als Wirtschafts-, Lebens- und Urlaubsregion gestaltet werden.
Als Handlungsfelder werden genannt:
- Profilbildung
- Schaffung bzw. Stärkung regionaler wirtschaftlicher Netzwerke
- Wirtschaftsfreundliches Klima
- Schaffung gründerfreundlicher Strukturen
- Zusammenarbeit mit anderen Wirtschaftsregionen
- Brancheninitiativen/Kooperationsanbahnung
- Bildung/Forschung
- Familien im Landkreis
- Tourismusunabhängige Freizeiteinrichtungen
- Verkehrskonzept
- Stärkung der Tourismus-Destination[2]

Die „Profilbildung“ kann bis zur Schaffung einer regionalen Marke gehen, wie dies z. B. im Landkreis Nürnberger Land geplant war.
„Regionale Netzwerke“ können dazu dienen, gemeinsame Ziele der Beteiligten zu verwirklichen wie Standortsicherung, Erhalt und Schaffung von Arbeitsplätzen sowie die Stärkung der Wirtschaft in der gesamten Region. Wichtig ist es auch, Fach- und Führungskräfte für die Region zu gewinnen und in der Region zu halten.
Vom Prinzip her gibt es zwei Möglichkeiten der Organisation eines Regionalmanagements, die dann jeweils verschiedene Ausformungen besitzen:
- additiv: das Regionalmanagement kommt als neues Instrument hinzu. So beauftragte z. B. der Landkreis Osterode das Planungsbüro „KoRiS – Kommunikative Stadt- und Regionalentwicklung“ in Kooperation mit der Niedersächsischen Landgesellschaft (NLG) mit dem Regionalmanagement.[6]
- integrativ: das Regionalmanagement ist nicht eigenständig, sondern durchläuft als eine Art Philosophie alle bestehenden klassischen Instrumente der Raumordnung.

## Fördermöglichkeiten
Die EU fördert den Aufbau von Regionalkonzepten seit 1991 im Rahmen des LEADER-Programmes. Auch aus dem Europäischen Fonds für regionale Entwicklung (EFRE) können Mittel bezogen werden. Ländliche Räume können auch Mittel beziehen aus der Gemeinschaftsaufgabe „Verbesserung der Agrarstruktur und des Küstenschutzes“ (GAK).

## Studienmöglichkeit
Grundständige Studiengänge, die zu einem ersten akademischen Abschluss führen, sind der an der Hochschule Zittau/Görlitz angebotene Bachelorstudiengang „BWL mit der Vertiefung Regionalmanagement“, der Bachelorstudiengang „Nachhaltiges Regionalmanagement“ an der Hochschule für Forstwirtschaft Rottenburg, der Bachelorstudiengang „Regionalmanagement“ an der Hochschule für nachhaltige Entwicklung Eberswalde oder der Bachelorstudiengang „Stadt- und Regionalmanagement“ an der Ostfalia Hochschule für angewandte Wissenschaften in Salzgitter.
Als aufbauende Studiengänge werden beispielsweise der Masterstudiengang „Regionalmanagement und Wirtschaftsförderung“ der HAWK Hochschule für angewandte Wissenschaft und Kunst Hildesheim/Holzminden/Göttingen, der Masterstudiengang „Regionalmanagement“ (M.Sc.) an der Hochschule für angewandte Wissenschaften Weihenstephan-Triesdorf sowie der Masterstudiengang „Tourism and Regional Planning – Management and Geography“ der Katholischen Universität Eichstätt-Ingolstadt angeboten.